# Folco di Neuilly
Folco di Neuilly (... – 2 maggio 1202) è stato un religioso francese, predicatore della quarta crociata.

## Biografia
Secondo Jacques de Vitry, Folco ebbe una giovinezza turbolenta, ma visse una conversione improvvisa. Nel 1191 divenne parroco a Neuilly-sur-Marne, nella diocesi di Parigi; ricevette la sua formazione teologica da Pietro Cantore a Notre-Dame di Parigi.
Presto si manifestò come predicatore, denunciando l'usura, criticando l'arroganza della nobiltà e aiutando le prostitute a redimersi; acquisì grande notorietà per la sua pietà, ma soprattutto per la sua eloquenza, che era tale da far pensare a molti che fosse ispirato dallo Spirito Santo. Predicò a Parigi e successivamente in Normandia, a Lisieux e Caen, poi in Borgogna, in Piccardia, nelle Fiandre. Gli veniva accreditato il potere di fare miracoli e da ogni parte gli venivano portati malati, che lui curava con l'imposizione delle mani e del segno della croce.
Nel 1198 fondò l'abbazia cistercense di Saint-Antoine-des-Champs a Parigi.
Il 15 agosto 1198 papa Innocenzo III, a pochi mesi dalla sua elezione al soglio pontificio, emanava un'enciclica con la quale incitava i cattolici alla riconquista di Gerusalemme. La reazione degli stati europei non fu proprio entusiasta. I tedeschi erano in polemica con il papa, Francia ed Inghilterra combattevano una delle loro guerre e le città marinare perché avevano i loro interessi in Oriente. Ciononostante, principalmente in seguito alle fervide prediche di Folco di Neuilly, la crociata venne posta in essere: in occasione di un torneo tenuto ad Écry-sur-Seine ed organizzato dal conte Teobaldo III di Champagne nel novembre 1199, Folco intervenne e con la sua eloquenza fece giurare ai presenti che avrebbero preso la croce; in realtà si tratta di una partecipazione fortemente dubbia.
I suoi contemporanei lo accusarono di essersi appropriato di una parte del denaro raccolto per la crociata.
Folco morì prima che la crociata venisse deviata a Costantinopoli.